# Grand-Prix-Europameisterschaft 1936

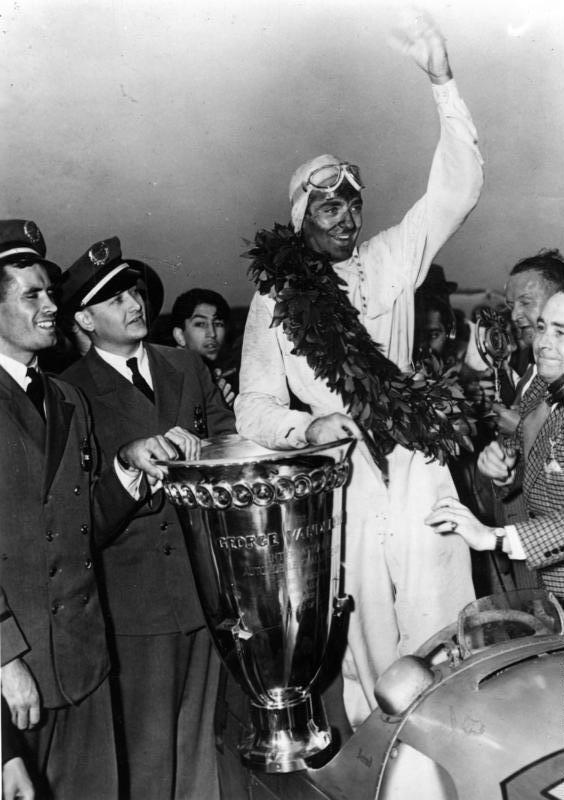
Europameister 1936: Bernd Rosemeyer

Für die Grand-Prix-Saison 1936 hatte der Internationale Automobilverband AIACR wie im Vorjahr erneut eine Europameisterschaft für Fahrer ausgeschrieben. Wertungsläufe waren mit den Großen Preisen von Monaco, Deutschland, der Schweiz und Italien vier Grandes Épreuves, die nach den unverändert fortgeltenden Bestimmungen der Internationalen Grand-Prix-Formel (Rennwagen bis maximal 750 kg Leergewicht; 85 cm Mindestbreite; Renndistanz mindestens 500 km) ausgetragen wurden. Auch der Meisterschaftsmodus blieb gegenüber dem Vorjahr gleich.
Motorsportlich dominierte die Auto Union AG mit ihrem neuen Rennfahrerstar Bernd Rosemeyer und dem Auto Union Typ C. Rosemeyer gewann mit drei von vier möglichen Grand-Prix-Siegen den Europameistertitel. Mercedes-Benz erlebte eine desaströse Saison und zog sich noch vor Ende des Jahres zurück, um sich ganz der Entwicklung neuer Modelle für 1937 zu widmen. Alfa Romeo mit dem Spitzenfahrer Tazio Nuvolari dagegen erzielte einige Achtungserfolge.

## Saisonbericht
Die Saison wurde aufgrund des Italienischen Einmarschs in Äthiopien, der deutschen Wiederbesetzung des Rheinlands und schließlich des Ausbruchs des Spanischen Bürgerkriegs stark durch die politischen Ereignisse geprägt. So verbot Benito Mussolini als Reaktion auf Sanktionen des Völkerbunds gegen sein Land italienischen Fahrern und Rennställen eine Weile lang, zu Rennen in Frankreich oder Großbritannien anzutreten. Auch deutsche Teams bekamen infolge der Devisenproblematik zunehmend Probleme mit Auslandsreisen. Das betraf vor allem die Privatfahrer, die im Zuge der Gleichschaltung ohnehin einen immer schwierigeren Stand hatten, unabhängigen Sport zu betreiben. Dagegen wurden die Rennerfolge der deutschen Silberpfeile bei den Grand-Prix-Rennen vom Hitler-Regime propagandistisch gefeiert und ihre Piloten als moderne Gladiatoren verehrt, allen voran der junge Bernd Rosemeyer, der mit seiner Unbekümmertheit und jugendlichen Ausstrahlung regelrecht zur Heldenfigur aufgebaut wurde.
Angesichts der genannten Umstände fiel die Anzahl der offiziellen Internationalen Grand-Prix-Rennen so gering aus wie schon lange nicht mehr. Neben dem durch den Bürgerkrieg bedingten Wegfall des Großen Preises von Spanien mussten auch der Grand Prix von Belgien und das 24-Stunden-Rennen von Le Mans wegen innerer Unruhen und Streiks gestrichen wurden. Als Folge der Dominanz der deutschen Silberpfeile hatte der französische Automobilclub ACF außerdem entschieden, seinen Grand Prix in diesem Jahr als Sportwagenrennen auszurichten.
Nach der großen Erfolgsserie der Vorsaison erlebte Mercedes-Benz 1936 einen radikalen Einbruch. Man hatte die in der Grand-Prix-Saison 1934 begonnene Entwicklungsspirale schlicht übertrieben und mit dem neuen 5,6-Liter-V12-Zylinder-Motor vom Typ DAB zwar einen Rekordwert von 600 PS erzielt, das schwere Aggregat war aber kaum noch im Rahmen des 750-kg-Gewichtslimits in einem Grand-Prix-Wagen unterzubringen. Unter anderem musste dafür das Chassis um 25 cm verkürzt werden, wodurch das Auto trotz der Umstellung auf eine De-Dion-Hinterachse instabil und fast unfahrbar wurde. Als Notlösung wurde deshalb eine aus dem Vorgängermodell Mercedes-Benz W 25 abgeleitete Version des bewährten Reihenachtzylinders von 4,7 Liter Hubraum und immerhin noch 450 PS eingesetzt, aber auch damit blieb das Fahrverhalten der Rennwagen problematisch. Außerdem war die ursprüngliche Grundkonstruktion des Motors damit an der Belastungsgrenze, dass sich die Defekte häuften. So konnte Rudolf Caracciola, der als amtierender Europameister zusammen mit Vizemeister Luigi Fagioli und Manfred von Brauchitsch erwartungsgemäß wieder die Stammbesatzung bildete, einzig zum Saisonauftakt beim Grand Prix von Monaco einen größeren Erfolg erringen, weil hier dank der besonderen Streckencharakteristik des Stadtkurses die Nachteile der Mercedes-Boliden kaum zum Tragen kamen. Wenig später kam Caracciola noch beim Rennen von Tunis zu einem Erfolg, jedoch nur, nachdem dort nahezu alle Gegner ausgefallen waren.
Gleichzeitig mit den technischen Problemen hatten die teaminternen Spannungen zugenommen. Besonders mit Fagioli, der sich durch die Stallregie häufig ungerechtfertigt benachteiligt fühlte, geriet Rennleiter Alfred Neubauer darüber immer wieder in Streit, zumal gleichzeitig auf Fürsprache Caracciolas dessen guter Freund Louis Chiron nun ebenfalls verpflichtet worden war, sodass sich vier Spitzenfahrer im Team drängten. Ein schwerer Unfall beim Großen Preis von Deutschland bedeutete jedoch das vorläufige Ende der Karriere Chirons, der erst nach dem Zweiten Weltkrieg wieder am Steuer von Grand-Prix-Rennwagen erschien. Nach dem desaströsen Verlauf des schweizerischen Grand Prix wurde das Team noch während der laufenden Saison komplett vom Grand-Prix-Sport zurückgezogen, um bereits mit den Vorbereitungen auf die Saison 1937 zu beginnen.
Genau entgegengesetzt war dagegen die Lage bei der Auto Union AG. Nach der anfänglichen Krise hatten sich die ungewöhnlichen Heckmotorrennwagen gegen Ende der Vorsaison bereits als sehr schnell, wenn auch nicht immer zuverlässig erwiesen. Im neuen Typ C war es außerdem gelungen, einen V16-Motor von beachtlichen 6 Litern Hubraum und beinahe unglaublichen 520 PS Leistungsabgabe innerhalb der Gewichtsgrenze unterzubringen, ohne dass die Fahreigenschaften hierdurch wesentlich beeinträchtigt worden wären. Dazu hatte sich das Team auch personell neu aufgestellt. Statt des menschlich etwas problematischen Willy Walb war nun Karl Feuereissen zum neuen Rennleiter ernannt worden, und mit Bernd Rosemeyer war – nur ein Jahr nach seiner allerersten Teilnahme an einem Autorennen überhaupt – ein neuer Star der Grand-Prix-Szene herangereift. Da er als einer der wenigen Fahrer außerdem mit dem eigenwilligen Fahrverhalten der Heckmotorrennwagen bestens zurechtkam, war er im Verlauf der Saison bald kaum mehr zu schlagen und errang mit drei aufeinanderfolgenden Siegen bei den Großen Preisen von Deutschland, der Schweiz und Italien auch völlig unangefochten den Europameistertitel. Gleichzeitig wurde damit für die beiden bisherigen etablierten Stammpiloten im Team zunehmend dünner. Trotz immer wieder auch ganz herausragender Auftritte wurde Hans Stuck zunehmend als körperlich wie mental nicht mehr frisch genug für den Grand-Prix-Sport eingeschätzt, während Achille Varzi, nach dem ersten schweren Unfall seiner Karriere beim Rennen in Tunis körperlich zwar weitgehend unversehrt, aber moralisch angeschlagen, seine Stellung im Team, die durch persönliche Eskapaden und zunehmenden Drogenkonsum erheblich belastete.
Schließlich hatte die Auto Union ursprünglich den Plan verfolgt, für die drei Nachwuchsfahrer Rudolf Hasse, Ernst von Delius und Rudolf Heydel eine Art B-Team einzurichten. Aber als Heydel vor Saisonbeginn bei Testfahrten ums Leben kam, hielt man es dann doch für besser, solche jungen und unerfahrenen Piloten zunächst in der klassischen Rolle als Test- und Reservefahrer langsam an die hochgezüchteten Rennwagen heranzuführen.
Gegen die neue Macht der Auto Union hatte auch die Scuderia Ferrari kaum etwas entgegenzusetzen, zu der Alfa Romeo den Rennbetrieb nach wie vor ausgelagert hatte. Zwar stand für den Mitte 1934 als Übergangsmodell erschienenen Alfa Romeo 8C-35 bald auch der ursprünglich vorgesehene V12-Zylinder-Motor von 4,1 Litern Hubraum zur Verfügung, doch blieben auch damit die ganz großen Erfolge aus. Wenigstens konnte Tazio Nuvolari das Potenzial des Autos, wie auch seine eigene Klasse, mit einem weiteren Sieg über die Silberpfeile beim Ungarischen Grand Prix, sowie den Erfolgen in den Rennen von Barcelona, Mailand, Livorno und Modena einige Male aufblitzen lassen. Dazu konnte er am Ende der Saison auch noch das hochdotierte Rennen um den Vanderbilt Cup in New York gewinnen, allerdings in Abwesenheit der beiden deutschen Rennställe.
Zweiter Fahrer im Team wurde nach den Abgängen von Louis Chiron zu Mercedes und dem bisherigen Präsidenten der Scuderia, Carlo Felice Trossi zu Maserati der junge Nachwuchsfahrer Giuseppe Farina, der sich mit Nuvolari als Mentor schnell für höhere Aufgaben empfahl, aber auch fatalerweise in den tödlichen Unfall von Marcel Lehoux beim Rennen in Deauville verwickelt war. Weitere Stammfahrer der Scuderia waren Antonio Brivio und René Dreyfus, wobei allerdings letzterer zu Beginn der Saison noch pausieren musste, weil aufgrund des Erlasses von Mussolini französische Fahrer für italienische Teams zunächst nicht antreten durften.
Auch im Maserati-Lager war eine große Umstrukturierung erfolgt. Gino Rovere, der zusammen mit Luigi della Chiesa bislang mit der Scuderia Subalpina – ähnlich wie die Ferrari-Mannschaft für Alfa Romeo – für die Werkseinsätze verantwortlich gezeichnet hatte, war bei Maserati zum Direktor aufgestiegen, während der Rennstall nach dem Zugang von ex-Ferrari-Direktor Carlo Felice Trossi in Scuderia Torino umbenannt wurde. Das Team arbeitete jedoch nur sehr lustlos an der Weiterentwicklung des problematischen aktuellen Grand-Prix-Modells Maserati V8-RI und konzentrierte sich beinahe vollständig auf die Produktion des neuen Verkaufsschlagers Maserati 6CM für die kleinere Voiturette-Klasse (bis 1,5 Liter Hubraum). Angesichts der Hegemonie der deutsche Silberpfeile im Grand-Prix-Sport blühte diese Kategorie regelrecht auf und 1936 wurden darin zum ersten Mal auch völlig eigenständige Rennveranstaltungen durchgeführt.
Mit Bugatti war schließlich noch ein fünfter Hersteller auf der Grand-Prix-Bühne vertreten, auch wenn das Team mittlerweile nur noch einen Schatten seiner früheren Tage darstellte. Immerhin war es gelungen, mit Jean-Pierre Wimille ein vielversprechendes Talent zu halten, der bei den zunehmend sporadischen Einsätzen den einzigen Rennwagen des Teams steuerte. Beim Bugatti Type 59/50B handelte es sich um einen Versuch, das bereits etwas antiquierte Basismodell nun endlich doch zu einem Einsitzer mit neuem Leichtmetallmotor von 4,7 Liter Hubraum umzurüsten. Trotz unveränderter Fahrwerkstechnik mit Starrachsen und Seilzugbremsen gelang es Wimille damit immerhin, zum Ende der Saison einen respektablen zweiten Platz im New Yorker Vanderbilt-Rennen einzufahren.

## Rennkalender

### Grandes Épreuveszur Europameisterschaft
|   | Datum  | Rennen                       | Strecke                | Sieger                            | Statistik |
| - | ------ | ---------------------------- | ---------------------- | --------------------------------- | --------- |
| 1 | 13.04. | Großer Preis von Monaco      | Circuit de Monaco      | Rudolf Caracciola (Mercedes-Benz) | Statistik |
| 2 | 26.07. | Großer Preis von Deutschland | Nürburgring            | Bernd Rosemeyer (Auto Union)      | Statistik |
| 3 | 23.08. | Großer Preis der Schweiz     | Bremgarten-Rundstrecke | Bernd Rosemeyer (Auto Union)      | Statistik |
| 4 | 13.09. | Großer Preis von Italien     | Autodromo di Monza     | Bernd Rosemeyer (Auto Union)      | Statistik |

### Weitere Rennen
| Datum  | Rennen                          | Strecke                     | Sieger                                                |
| ------ | ------------------------------- | --------------------------- | ----------------------------------------------------- |
| 01.03. | Grand Prix de Pau               | Circuit de Pau              | Philippe Étancelin (Maserati)                         |
| 10.05. | Gran Premio di Tripoli          | Autodromo della Mellaha     | Achille Varzi (Auto Union)                            |
| 09.05. | Großer Preis von Finnland       | Eläintarha                  | Eugen Bjørnstad (Alfa Romeo)                          |
| 17.05. | Großer Preis von Tunesien       | Carthage Grand Prix Circuit | Rudolf Caracciola (Mercedes-Benz)                     |
| 31.05. | Grand Prix des Frontières       | Circuit de Chimay           | Eddie Hertzberger (MG)                                |
| 07.06. | Gran Premio de Penya Rhin       | Circuit de Montjuïc         | Tazio Nuvolari (Alfa Romeo)                           |
| 07.06. | Großer Preis von Rio de Janeiro | Circuito da Gávea           | Vittorio Coppoli (Bugatti)                            |
| 14.06. | Eifelrennen                     | Nürburgring                 | Bernd Rosemeyer (Auto Union)                          |
| 21.06. | Großer Preis von Ungarn         | Népliget                    | Tazio Nuvolari (Alfa Romeo)                           |
| 28.06. | Gran Premio di Milano           | Parco Sempione              | Tazio Nuvolari (Alfa Romeo)                           |
| 12.07. | Großer Preis von São Paulo      | São Paulo                   | Carlo Maria Pintacuda (Alfa Romeo)                    |
| 19.07. | Grand Prix de Deauville         | Deauville                   | Jean-Pierre Wimille (Bugatti)                         |
| 26.07. | Circuito de Vila Real           | Vila Real                   | Vasco do Sameiro (Alfa Romeo)                         |
| 02.08. | Coppa Ciano                     | Circuito di Montenero       | Carlo Maria Pintacuda und Tazio Nuvolari (Alfa Romeo) |
| 15.08. | Coppa Acerbo                    | Circuito di Pescara         | Bernd Rosemeyer (Auto Union)                          |
| 29.08. | Junior Car Club 200 mile race   | Donington Park              | Richard Seaman (Delage)                               |
| 06.09. | Coppa Edda Ciano                | Lucca                       | Mario Tadini (Alfa Romeo)                             |
| 15.09. | Gran Premio di Modena           | Circuito di Modena          | Tazio Nuvolari (Alfa Romeo)                           |
| 03.10. | Großer Preis von Donington      | Donington Park              | Hans Ruesch und Richard Seaman (Alfa Romeo)           |
| 12.10. | Vanderbilt Cup                  | Roosevelt Raceway           | Tazio Nuvolari (Alfa Romeo)                           |
| 17.10. | Mountain Championship           | Brooklands                  | Raymond Mays (ERA)                                    |
| 18.10. | Großer Preis von Argentinien    | Circuito Costanera          | Carlos Arzani (Alfa Romeo)                            |

## Rennergebnisse

### Grandes Épreuves zur Europameisterschaft

#### Großer Preis von Monaco
| Platz | Fahrer            | Team          | Zeit         |
| ----- | ----------------- | ------------- | ------------ |
| 1     | Rudolf Caracciola | Mercedes-Benz | 3:49.20,4 h  |
| 2     | Achille Varzi     | Auto Union    | + 1.48,9 min |
| 3     | Hans Stuck        | Auto Union    | + 1 Runde    |

Strömender Regen beim Großen Preis von Monaco am 13. April 1936 sorgte für ein ausfallreiches Rennen. Mercedes-Pilot Caracciola überraschte mit einer Renntaktik ohne Boxenstopp die Konkurrenz und konnte vor zwei Auto Unions gewinnen. Er wurde so seinem Ruf als sprichwörtlicher „Regenmeister“ wieder einmal gerecht.

#### Großer Preis von Deutschland
| Platz | Fahrer          | Team       | Zeit         |
| ----- | --------------- | ---------- | ------------ |
| 1     | Bernd Rosemeyer | Auto Union | 3:48.39,5 h  |
| 2     | Hans Stuck      | Auto Union | + 3.56,7 min |
| 3     | Antonio Brivio  | Alfa Romeo | + 8.25,5 min |

Rund 350.000 Zuschauer waren beim Großen Preis von Deutschland am 26. Juli 1936 auf dem Nürburgring anwesend. Das Rennen brachte dem Mercedes-Team erneut eine schwere Schlappe, die Fahrzeuge hatten alle mit großen technischen Problemen zu kämpfen. Überlegener Sieger wurde Bernd Rosemeyer, der mit knapp 4 Minuten Vorsprung auf seinen Teamkollegen Stuck gewann.

#### Großer Preis der Schweiz
| Platz | Fahrer          | Team       | Zeit        |
| ----- | --------------- | ---------- | ----------- |
| 1     | Bernd Rosemeyer | Auto Union | 3:09.01,6 h |
| 2     | Achille Varzi   | Auto Union | + 52,6 s    |
| 3     | Hans Stuck      | Auto Union | + 1 Runde   |

Der Große Preis der Schweiz wurde am 23. August 1936 auf der Bremgarten-Rundstrecke bei Bern ausgetragen. Mercedes glaubte, seine Probleme mit den Fahrzeugen in den Griff bekommen zu haben und trat mit vier Fahrzeugen an. Allerdings kam nur ein einziges abgeschlagen ins Ziel, und Mercedes verkündete daraufhin seinen Rückzug für den Rest der Saison. Auto Union erreichte einen Dreifach-Sieg, wieder war Rosemeyer der Gewinner.

#### Großer Preis von Italien
| Platz | Fahrer           | Team       | Zeit         |
| ----- | ---------------- | ---------- | ------------ |
| 1     | Bernd Rosemeyer  | Auto Union | 3:43.25,0 h  |
| 2     | Tazio Nuvolari   | Alfa Romeo | + 2.05,3 min |
| 3     | Ernst von Delius | Auto Union | + 2 Runden   |

Beim Großen Preis von Italien am 13. September 1936, der in Monza ausgetragen wurde, bestätigte Bernd Rosemeyer seine Favoritenrolle und sicherte sich mit einem Sieg den Gewinn der Europameisterschaft, lediglich Tazio Nuvolari konnte ihn zu Beginn des Rennens etwas fordern. Glück hatte Hans Stuck, der bei einem schweren Unfall nahezu ohne Verletzungen davonkam.

### Weitere Rennen

#### Gran Premio di Tripoli
| Platz | Fahrer        | Team          | Zeit        |
| ----- | ------------- | ------------- | ----------- |
| 1     | Achille Varzi | Auto Union    | 2:31.25,4 h |
| 2     | Hans Stuck    | Auto Union    | + 4,4 d     |
| 3     | Luigi Fagioli | Mercedes-Benz | + 1 Runde   |

Nur einen Tag nachdem Italien die Annexion Äthiopiens feierte, fand am 10. Mai 1936 in Mellaha in der damaligen italienischen Kolonie Libyen der Gran Premio di Tripoli statt. Die deutschen Rennleiter hatten von der Staatsspitze die geheime Anweisung bekommen, dass, wenn möglich ein Italiener das Rennen gewinnen sollte. Auto-Union-Rennleiter Feuereissen sorgte mit verwirrenden Anweisungen dafür, dass der Italiener Varzi Hans Stuck in der letzten Runde noch überholen konnte – die Piloten wussten beide nichts davon. Varzi wurde im Anschluss in der Öffentlichkeit niedergemacht, möglicherweise war dies einer der Auslöser für sein Drogenproblem, das dafür sorgte, dass er vor dem Krieg kaum noch Rennen bestreiten durfte.

#### Großer Preis von Tunesien
| 1 | Rudolf Caracciola     | Mercedes-Benz | 2:22.44,6 h |
| 2 | Carlo Maria Pintacuda | Alfa Romeo    | + 2 Runden  |
| 3 | Jean-Pierre Wimille   | Bugatti       | + 2 Runden  |

Eine Woche nach dem Gran Premio di Tripoli fand am 17. Mai 1936 der Große Preis von Tunesien auf dem Carthage Grand Prix Circuit statt. Es war ein schwarzer Tag für Auto Union: Varzi hatte einen schrecklichen Unfall, den er wie durch ein Wunder unverletzt überstand und Rosemeyers Fahrzeug brannte nach einem Defekt völlig aus. So konnte Mercedes-Pilot Caracciola einen überlegenen Sieg erlangen.

#### Gran Premio de Penya Rhin
| Platz | Fahrer            | Team          | Zeit        |
| ----- | ----------------- | ------------- | ----------- |
| 1     | Tazio Nuvolari    | Alfa Romeo    | 2:43.07,5 h |
| 2     | Rudolf Caracciola | Mercedes-Benz | + 3,4 d     |
| 3     | Giuseppe Farina   | Alfa Romeo    | + 3 Runden  |

Der Gran Premio de Penya Rhin wurde am 7. Juni 1936 auf dem Circuit de Montjuïc bei Barcelona ausgetragen. Tazio Nuvolari spielte auf dem engen, kurvenreichen Kurs seine Fahrkünste voll aus und gewann, die deutschen Wagen konnten ihren Leistungsvorteil nicht ausnutzen, Rosemeyer wurde zudem durch einen langen Boxenstopp weit zurückgeworfen.

#### Eifelrennen
| Platz | Fahrer          | Team       | Zeit         |
| ----- | --------------- | ---------- | ------------ |
| 1     | Bernd Rosemeyer | Auto Union | 1:56.41,2 h  |
| 2     | Tazio Nuvolari  | Alfa Romeo | + 2.12,8 min |
| 3     | Antonio Brivio  | Alfa Romeo | + 2.49,2 min |

Das Eifelrennen auf dem Nürburgring am 14. Juni 1936 diente zur Vorbereitung auf den später im Jahr stattfindenden Großen Preis von Deutschland. Im dichten Nebel konnte Rosemeyer einen eindrucksvollen Sieg erringen, was ihm die Bezeichnung „Nebelmeister“ (in Anlehnung ans Caracciolas Spitznamen „Regenmeister“) einbrachte. Mercedes hatte mit der Entscheidung nichts zu tun, seine Fahrzeuge fielen aus oder lagen weit zurück.

#### Großer Preis von Ungarn
| Platz | Fahrer          | Team       | Zeit        |
| ----- | --------------- | ---------- | ----------- |
| 1     | Tazio Nuvolari  | Alfa Romeo | 2:14.03,5 h |
| 2     | Bernd Rosemeyer | Auto Union | + 14,2 s    |
| 3     | Achille Varzi   | Auto Union | + 2 Runden  |

Erstmals wurde der Grand Prix von Ungarn ausgetragen, und zwar am 21. Juni 1936 auf einer engen, verwinkelten Strecke im Népliget in Budapest. 100.000 Zuschauer sahen ein ereignisreiches Rennen, bei dem die Mercedes-Fahrzeuge allesamt ausfielen und Alfa-Pilot Nuvolari einen beeindruckenden Sieg vor den Wagen der Auto Union feiern konnte.

#### Coppa Ciano
| Platz | Fahrer                        | Team       | Zeit         |
| ----- | ----------------------------- | ---------- | ------------ |
| 1     | C. M. Pintacuda / T. Nuvolari | Alfa Romeo | 1:44.40,0 h  |
| 2     | Antonio Brivio                | Alfa Romeo | + 17,8 s     |
| 3     | René Dreyfus                  | Alfa Romeo | + 1.30,4 min |

Die Coppa Ciano fand am 2. August 1936 auf einer 7 km langen Strecke bei Livorno statt. Mercedes ließ das Rennen aus, um seine Fahrzeuge zu verbessern, die Auto Union startete mit drei Fahrzeugen, die jedoch nicht in die Entscheidung um den Sieg eingreifen konnten. Zur Freude des Publikums führte Nuvolari, der nach seinem frühen Ausscheiden Pintcudas Wagen übernommen hatte, einen Dreifach-Erfolg von Alfa Romeo an.

#### Coppa Acerbo
| Platz | Fahrer           | Team       | Zeit         |
| ----- | ---------------- | ---------- | ------------ |
| 1     | Bernd Rosemeyer  | Auto Union | 2:57.04,0 h  |
| 2     | Ernst von Delius | Auto Union | + 7.14,0 min |
| 3     | Achille Varzi    | Auto Union | + 7.57,4 min |

Das Mercedes-Team ließ auch die Coppa Acerbo am 15. August 1936 auf dem Circuito di Pescara um Pescara aus. Im Rennen führte zunächst Nuvolari, nach seinem Ausscheiden aufgrund eines technischen Defektes konnte niemand der Erfolg der Auto Union verhindern. Bei über 40° Hitze siegte Rosemeyer mit über 7 Minuten Vorsprung überlegen.

## Fahrerwertung
|    | Fahrer                          | Wagen         | MON | DEU | SUI | ITA | Punkte |
| -- | ------------------------------- | ------------- | --- | --- | --- | --- | ------ |
| 1  | Bernd Rosemeyer                 | Auto Union    | Ret | 1   | 1   | 1   | 10     |
| 2  | Hans Stuck                      | Auto Union    | 3   | 2   | 3   | Ret | 15     |
| 3  | Tazio Nuvolari                  | Alfa Romeo    | 4   | Ret | Ret | 2   | 17     |
| 4  | Achille Varzi                   | Auto Union    | 2   |     | 2   | Ret | 19     |
| 5  | Raymond Sommer                  | Alfa Romeo    | 7   | 9   | Ret |     | 21     |
| 6  | Rudolf Caracciola               | Mercedes-Benz | 1   | Ret | Ret |     | 22     |
| 7  | Antonio Brivio                  | Alfa Romeo    | 5   | 3   |     |     | 23     |
|    | Carlo Felice Trossi             | Maserati      | Ret | 8   |     | 7   | 23     |
|    | Ernst von Delius                | Auto Union    |     | 6   |     | 3   | 23     |
| 10 | Manfred von Brauchitsch         | Mercedes-Benz | Ret | 7   | Ret |     | 24     |
|    | Rudolf Hasse                    | Auto Union    |     | 4   | 5   |     | 24     |
|    | Hermann Lang                    | Mercedes-Benz |     | Ret | 4   |     | 24     |
|    | René Dreyfus                    | Alfa Romeo    |     | Ret | Ret | 4   | 24     |
| 14 | Jean-Pierre Wimille             | Bugatti       | 6   | Ret | Ret |     | 26     |
|    | Luigi Fagioli                   | Mercedes-Benz | Ret | 5   | Ret |     | 26     |
|    | Giuseppe Farina                 | Alfa Romeo    | Ret |     | Ret | Ret | 26     |
| 17 | Pietro Ghersi                   | Maserati      | 8   |     |     | Ret | 27     |
| 18 | William Grover-Williams         | Bugatti       | 9   |     |     |     | 28     |
|    | Philippe Étancelin              | Maserati      | Ret |     | Ret |     | 28     |
|    | Louis Chiron                    | Mercedes-Benz | Ret | Ret |     |     | 28     |
|    | Thomas Pitt Cholmondeley-Tapper | Maserati      |     | 10  |     |     | 28     |
|    | Francesco Severi                | Alfa Romeo    |     | Ret |     |     | 28     |
|    | Carlo Maria Pintacuda           | Alfa Romeo    |     |     |     | 5   | 28     |
|    | Piero Dusio                     | Maserati      |     |     |     | 6   | 28     |
| 25 | Clemente Biondetti              | Alfa Romeo    |     |     | Ret | Ret | 29     |
| 26 | J. Walter Rens                  | Bugatti       |     | Ret |     |     | 30     |
|    | Earl Howe                       | ERA           |     |     | Ret |     | 30     |
| 28 | Eugenio Siena                   | Maserati      | Ret |     |     |     | 31     |
|    | Mario Tadini                    | Alfa Romeo    | Ret |     |     |     | 31     |
|    | Richard Seaman                  | Delage        |     | Ret |     |     | 31     |
|    | Juan Zanelli                    | Maserati      |     | Ret |     |     | 31     |
|    | Jacques de Rham                 | Alfa Romeo    |     |     | Ret |     | 31     |
|    | Fahrer                          | Wagen         | MON | DEU | SUI | ITA | Punkte |

| Farbe   | Bedeutung                                         | Punkte |
| ------- | ------------------------------------------------- | ------ |
| Gold    | Sieger                                            | 1      |
| Silber  | 2. Platz                                          | 2      |
| Bronze  | 3. Platz                                          | 3      |
| Grün    | mehr als 75% der Renndistanz zurückgelegt         | 4      |
| Blau    | zwischen 50% und 75% der Renndistanz zurückgelegt | 5      |
| Violett | zwischen 25% und 50% der Renndistanz zurückgelegt | 6      |
| Rot     | weniger als 25% der Renndistanz zurückgelegt      | 7      |
| Schwarz | Disqualifiziert (DQ)                              | 8      |
| Blanko  | nicht angetreten                                  | 8      |

Fett – Pole Position

Kursiv – Schnellste Rennrunde

## Verweise